# Premi Espejo de España
El Premi Espejo de España és un premi literari creat i convocat per l'editorial Planeta des de 1975 amb l'objectiu de contribuir a l'aclariment de les realitats complexes de tota índole: humanes, històriques, polítiques, sociològiques i econòmiques.
Les obres presentades havien de ser biografies, memòries, reportatges, estudis, assajos, enquestes o qualsevol altre gènere que respongués a l'esperit de la col·lecció Espejo de España, creada el 1972. En els seus inicis s'atorgava un premi únic valorat d'un milió de pessetes. El primer jurat estava format per José María de Areilza, Manuel Aznar Zubigaray, Manuel Fraga Iribarne, Torcuato Luca de Tena, Ramon Serrano Suñer, José Manuel Lara Hernández i Rafael Borràs com a secretari. El primer guanyador del premi va ser José Luis Vila-San-Juan per l'obra García-Lorca, asesinado: toda la verdad. La cerimònia d'entrega va tenir lloc a l'Hotel Ritz de Madrid.

## Guanyadors
- 1975: José Luis Vila-San Juan per García-Lorca, asesinado: toda la verdad.
- 1976: Ramon Garriga Alemany per Juan March y su tiempo.
- 1977: Javier Tusell per La oposición democrática al franquismo 1932–1962.
- 1978: Baltasar Porcel i Pujol per La revuelta permanente.
- 1979: Juan Pablo Fusi i Raymond Carr per España, de la dictadura a la democracia.
- 1980: Ian Gibson per En busca de José Antonio.
- 1981: Carmen Díaz Guisasola per Mi vida con Ramón Franco.
- 1982: Lluís Romero i Pérez per Por qué y cómo mataron a Calvo Sotelo.[1]
- 1983: Rafael García Serrano per La gran esperanza.[2]
- 1984: Carlos Rojas Vila per El mundo mítico y mágico de Picasso.
- 1985: Santiago Lorén Esteban per Memoria parcial.
- 1986: Sergio Vilar Báguena per La década sorprendente.[3]
- 1987: Xavier Rubert de Ventós per El laberinto de la hispanidad.
- 1988: Agustín Sánchez Vidal per Buñuel, Lorca, Dalí: el enigma sin fin.[4]
- 1989: Ricardo de la Cierva y de Hoces per 1939, agonía y victoria (El protocolo 277)[5]
- 1990: Víctor Márquez Reviriego per El desembarco andaluz.[6]
- 1991: Charles Powell per El rey, la monarquía y la transición a la democracia.
- 1992: Antonio Guerra Gil per Las filípicas, diez años de Gobierno socialista.[7]
- 1993: Torcuato Luca de Tena per Franco si... pero. Confesiones profanas. Unos años decisivos de la vida de España vistos y narrados por un testigo excepcional
- 1994: Federico Jiménez Losantos per La última salida de Manuel Azaña.[8]
- 1995: Gonzalo Fernández de la Mora per Río arriba. Memorias.